# Bivacco Sieff
Il bivacco Latemar Attilio Sieff (anche semplicemente Baita Latemar, o localmente Bait del Lasté o dele Féde nel dialetto di Predazzo) (m.2385) si trova nei Lasté di Valsorda Settentrionali, a sud-est della Forcella dei Campanili, nel massiccio del Latemar all'interno del territorio del comune di Predazzo.

## Storia
Costruito nel 1976 dalla sezione S.A.T. di Predazzo, ed è intitolato alla memoria di un membro del corpo volontario dei vigili del fuoco morto durante un'esercitazione. 

## Caratteristiche
Il bivacco dispone di 9 posti letto su letti a castello, oltre ad un soppalco, una stufa, per alimentare la quale è necessario procurarsi la legna lungo il cammino, sopra la malga Valsorda. È presente una sorgente d'acqua poco distante.

## Vie di accesso
Al bivacco si accede:
- da Forno, frazione di Moena (m. 1165), piazzale delle Bore, risalendo la Valsorda seguendo il segnavia 516 - 6 km, 1200 m di dislivello positivo - Escursionistico.
- da Obereggen a monte della seggiovia Oberholz (m. 2070) per il sentiero n° 18 attraversando la Forcella dei Camosci (m. 2630) e calandosi fino al bivacco con il segnavia 516B - 4,3 km, 580 m di dislivello positivo e 260 di dislivello negativo - Escursionistico.
- da Pampeago (m. 1864) per il passo Feudo (m. 2150 - raggiungibile con gli impianti di risalita da Predazzo) fino al rifugio Torre di Pisa (m. 2685), dove si discende fino al bivacco. Segnavia 516 e 516B - 7,6 km, 820 m di dislivello positivo e 280 di dislivello negativo - Escursionistico
- dal passo Costalunga (m.1750) seguendo dapprima il segnavia 517B fino alla Forcella Piccola del Latemar, da qui il n° 18 fino alla Forcella Campanili (m. 2610) attraversando la cresta dello Schenòn del Latemar (m. 2800), ed infine discendere per il 516 fino al bivacco - 7,7 km, 1100 m di dislivello positivo e 450 di dislivello negativo - Escursionistico per Esperti.

## Traversate
- al bivacco Rigatti, segnavia 516 e 18 - Escursionistico. Oppure per il sentiero attrezzato  Campanili del Latemar. Quest'ultimo percorso da fare con prudenza in quanto sentiero alpinistico - Escursionisti Esperti

## Ascensioni
- Cimon del Latemar o Torre Diamantidi (Diamantiditurm o Westliche Latemarspitze) - 2.846 m
- Torri Occidentali del Latemar (Westliche Türme) - 2.814 m
- Cima del Forzellone (Erzlahnspitze) - 2.749 m
- Cima di Valbona - 2.663 m
- Cima di Valsorda - 2.752 m
- Paion (Reiterjochspitze) - 2.705 m

## Cartografia
- Carta Topografica Tabacco "Sciliar/Schlern, Catinaccio/Rosengarten, Latemar/Regglberg" 1:25.000 foglio 029
- Carta Topografica Tabacco "Val di Fiemme, Lagorai, Latemar" 1:25.000 foglio 014
- Carta Topografica Kompass "Catinaccio/Rosengarten, Latemar" 1:25.000 foglio 629